# Bais (Filipines)
Bais (en cebuà Dakbayan sa Bais, en filipí Lungsod ng Bais i en anglès Bais City) és una ciutat filipina de 2a classe, pertanyent a la província de Negros Oriental, a les Visayas Centrals. Bais ostenta el títol de ciutat des del 7 de setembre de 1968
Segons el cens de 2007 té una població de 74.702 habitants repartides en 13.199 llars, la qual cosa representa una mitjana de 5,66 persones per llar. La superfície del terme municipal és de 319,64 km².
La ciutat de Bais forma part del 2n Districte Congressual de la província de Negros Oriental i es troba a 44 km al nord de Dumaguete, la capital provincial. Limita al nord amb els municipis de Manjuyod i Mabinay, a l'oest amb la ciutat de Bayawan i al sud amb la ciutat de Tanjay.

## Economia
La ciutat de Bais és la productora de sucre més important de Negros Oriental, amb dues indústries importants. La més antiga és la Central Azucarera de Bais, establerta per la Tabacalera d'Espanya a principis del segle XX i que és una de les més antigues del país. La segona, URSUMCO (Universal Robina Sugar Milling Corporatio va ser antigament UPSUMCO (United Planters Milling Corporation) i es va construir a mitjans dels anys 70 per la Marubeni Corporation of Japan, amb el projecte d'Ignacio Montenegro (també d'arrels espanyoles).

## Divisió administrativa
La ciutat de Bais està dividida en 35 barangays. El nucli de Tanjay agrupa 2 barangays, amb una població de 13.860 habitants (18,6% del total). Altres nuclis de població que superen els 5.000 habitants són Sab-ahan i Cambagahan.

### Barangays
| - Barangay I (Pob.) - Barangay II (Pob.) - Basak - Biñohon - Cabanlutan - Calasga-an - Cambagahan - Cambaguio - Cambanjao | - Cambuilao - Canlargo - Capiñahan - Consolacion - Dansulan - Hangyad - La Paz - Lo-oc - Lonoy | - Mabunao - Manlipac - Mansangaban - Okiot - Olympia - Panala-an - Panam-angan - Rosario - Sab-ahan | - San Isidro - Katacgahan (Tacgahan) - Tagpo - Talungon - Tamisu - Tamogong - Tangculogan - Valencia |